# Франц Игнац фон Шпринценщайн-Нойхауз
Франц Игнац фон Шпринценщайн-Нойхауз (на немски: Franc Ignaz von und zu Sprinzenstein und Neuhaus; * 1635; † 5 октомври 1705) е австрийски граф на Шпринценщайн в Горна Австрия и Нойхауз на Дунав от Горна Австрия и наследствен мюнцмайстер в Ерцхерцогство Австрия.

## Произход
Той е син на граф Венцел Райхард фон Шпринценщайн-Нойхауз (1597 – 1651) и съпругата му Йохана Мария фон Хайм, фрайин цу Райхенщайн (1612 – 1684), дъщеря на фрайхер Йохан фон Хайм-Райхенщайн (1544 – 1616) и фрайин Мария Йохана Хойос-Щихзенщайн († 1620). Внук е на фрайхер Александер фон Шпринценщайн-Нойхауз (1540 – 1597) и графиня Емилиана Фугер (1564 – 1611), дъщеря на фрайхер Йохан Якоб Фугер фон Кирхберг и Вайсенхорн (1516 – 1575).
През 1646 г. баща му е издигнат на имперски граф фон Шпринценщайн и Нойхауз. Родът Шпринценщайн-Нойхауз изчезва по мъжка линия през 1970 г. Дъщерната линия „Ламберг-Шпринценщайн“ изчезва през 1823, а линията „Хойос-Шпринценщайн“ още съществува.
- Дворец Шпринценщайн
- Дворец Нойхауз на Дунав

## Фамилия
Франц Игнац се жени на 15 февруари 1667 г. за Анна Розина фон Хоенфелд (1643 – 1716), дъщеря на граф Фердинанд фон Хоенфелд (1612 – 1675) и фрайин Йохана Енгелбург фон Гера († 1679). Те имат един син:
- Фердинанд Франц Ото Хайнрих Рихард фон Шпринценщайн-Нойхауз (1671 – 1728), женен на 1 януари 1709 г. за графиня Ернестина Хойос, фрайин цу Щихзенщайн (* ок. 1689; † 24 февруари 1725), дъщеря на граф Леополд Карл Хойос (1657 – 1699) и графиня Мария Регина фон и цу Шпринценщайн и Нойхауз (1662 – 1704); имат дъщеря и син